# فردریک ای. گیبز
فردریک ای. گیبز (انگلیسی: Frederic A. Gibbs؛ ۹ فوریهٔ ۱۹۰۳ – ۱۸ اکتبر ۱۹۹۲) یک عصب‌پژوه، استاد دانشگاه، صرع‌شناس و متخصص اعصاب اهل ایالات متحده آمریکا بود. وی یکی از پیشگامان استفاده از نوار مغزی در تشخیص صرع محسوب می‌شود.
فردریک دانش‌آموختهٔ دانشگاه ییل و دانشگاه جانز هاپکینز بود. او دورهٔ فوق تخصصی آسیب‌شناسی عصبی را زیر نظر استنلی کاب در مدرسه پزشکی هاروارد گذراند و پژوهش دربارهٔ صرع را یک آزمایشگاه در کنار «ویلیام گوردون لنوکس» و «اِرنا لئونهارت» پیگیری نمود.
او در سال ۱۹۵۱ میلادی برندهٔ جایزه پژوهش پزشکی بالینی لسکر-دی‌بیکی شد.